# Miracle (álbum de BoA)
Miracle es el segundo miniálbum coreano de la cantante BoA, este es su «2.5 álbum».
1. No.1 Top 50 álbum en Monthly Chart
2. No.22 Mejor álbum del 2002 en Corea

## Ventas
- + Primera Semana: ~21,200 copias.
- + Primer Mes: ~91,400 copias.
- + Ventas Totales: ~330,350 copias.

## Track List
1. «기적» (Destiny)
2. «Every Heart»
3. «Valenti»
4. «Feelings Deep Inside» (마음은 전해진다)
5. «Share Your Heart (With Me)»
6. «Happiness»
7. «Snow White»
8. «Nobody But You»
9. «Next Step»
10. «Nothing's Gonna Change»
11. «Listen to My Heart» (Bonus Track)

- Datos: Q494739